# Carlos Ramón Fort
Carlos Ramón Fort y Pazos (La Coruña, 24 de noviembre de 1807-Madrid, 9 de abril de 1878) fue un escritor e historiador español.

## Biografía
Nació el 24 de noviembre de 1807 en La Coruña.
Adicto a la causa carlista, durante la guerra de los Siete Años fundó y dirigió la Gaceta Oficial de Oñate, órgano del gobierno carlista. Durante el reinado de Isabel II sería colaborador del diario oficioso del carlismo, La Esperanza.
Doctor en ambos derechos y catedrático de Disciplina eclesiástica, fue rector de la Universidad de Vitoria y del Colegio de Fonseca y profesor en las Universidades de Barcelona, Madrid y Salamanca. Individuo de número y Bibliotecario de la Real Academia de la Historia, investigó la Historia de la Iglesia en España y escribió monografías sobre el Concordato de 1851 y los convenios entre los monarcas españoles y la Santa Sede. Continuó la España Sagrada del padre Enrique Flórez en su tomo LI, «De los obispos españoles titulares de iglesias in partibus infidelium o auxiliares en las de España». 
Falleció el 9 de abril de 1878 en Madrid.

## Obras
- Discursos leídos en sesión pública celebrada por la Real Academia de la Historia el 28 de junio de 1857.
- Discurso sobre el estado de los estudios históricos en España durante el reinado de Carlos II, leído en la junta pública que en 1º de julio de 1860 celebró la Real Academia de la Historia.
- De los obispos españoles titulares de iglesias in partibus infidelium ó auxilares en las de España, 1879 póstuma.
- El concordato de 1851 comentado y seguido de un resumen.
- Cartas de San Ignacio de Loyola.